# Majapur
Májápur (Bengálsky: মায়াপুর) leží na břehu řeky Gangy v místě soutoku s Džalangí, poblíž Navadvípu, v Západním Bengálsku v Indii, 130 km severně od Kalkaty.

## Náboženský význam

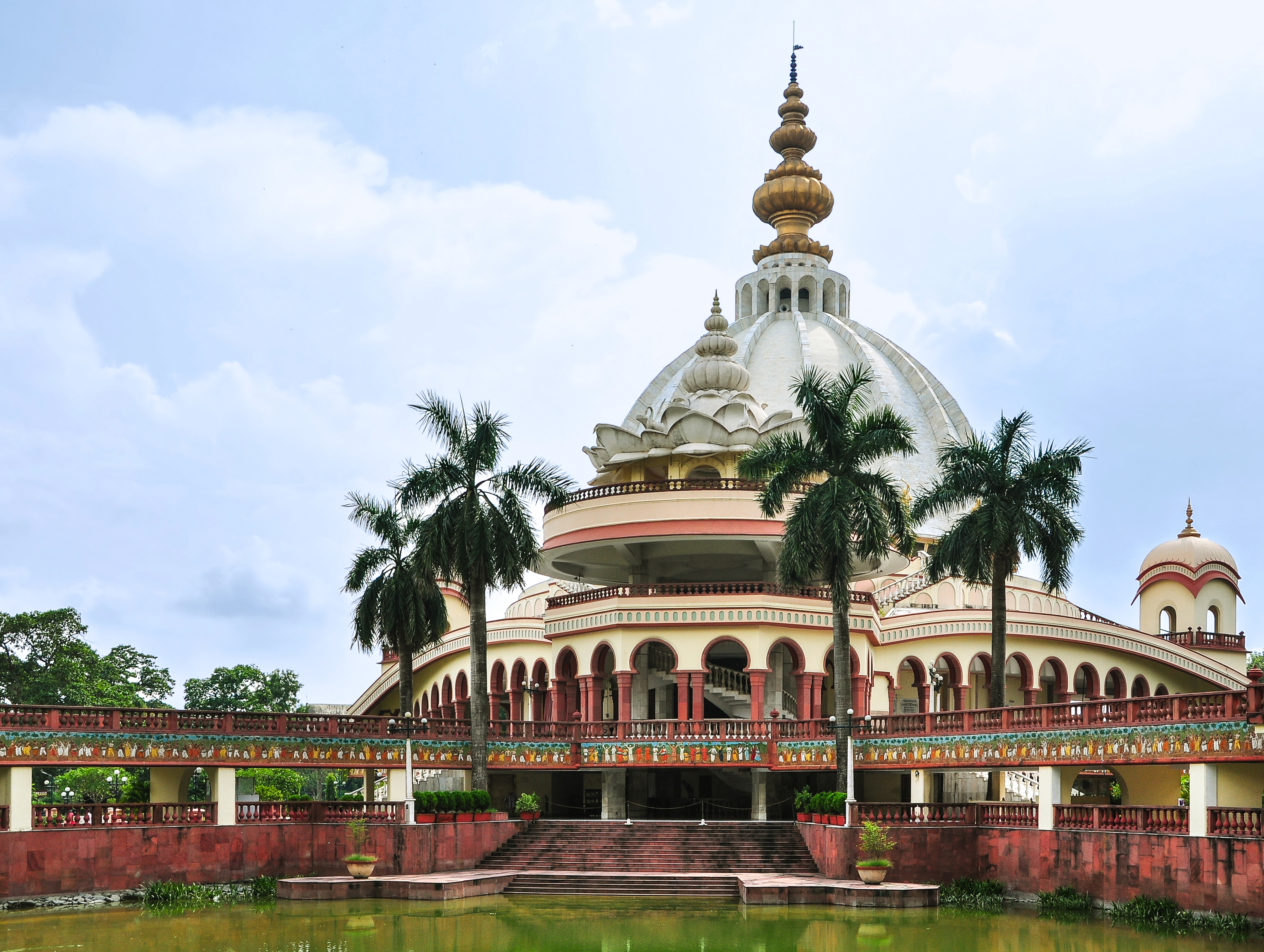
Chrám Samadhi Mandir v Májápuru

Je to posvátné místo pro mnoho hinduistických skupin, ale zvláštní význam má pro následovníky Gaudíja Vaišnavismu, neboť se zde narodil Čaitanja Maháprabhu, považovaný za inkarnaci Šrí Rádhy a Šrí Krišny. Každý rok sem zavítá více než milión návštěvníků. V Majapuru leží hlavní sídlo ISKCONu (Hnutí Haré Krišna).

## Cestování
Májápur je dostupný autobusem a taxi službou z Kalkaty, nebo lze jet vlakem do Navadvípu a odtamtud lodí. V Májápuru je několik hotelů a ubytoven, restaurace a tržnice.

## Vaišnavismus
Od roku 1970 je zde sídlo Mezinárodní společnosti pro vědomí Kršny (ISKCON), ale také některých jiných vaišnavských organizací, jako je Gaudíja Math. V Májápuru a jeho okolí je mnoho chrámů věnovaných uctívání Rádhy a Krišny, či Gaura-Nitáje, ale nejvíce navštěvovaným je chrám Rádhy a Mádhavy, kde je i unikátní božstvo Ugra Narasimhadévy. Mezi návštěvníky je velmi populární také pozoruhodná budova Šríla Prabhupáda Pušpa Samádhi Mandir, věnovaná památce Šríly Prabhupády. 
I přes dominující vliv vaišnavismu, žije na místě také významné množství muslimského obyvatelstva.